# Liste der Monuments historiques in Longueil-Annel
Die Liste der Monuments historiques in Longueil-Annel führt die Monuments historiques in der französischen Gemeinde Longueil-Annel auf.

## Liste der Bauwerke
| Bezeichnung   | Beschreibung | Standort | Kennzeichnung | Schutzstatus | Datum | Bild |
| ------------- | ------------ | -------- | ------------- | ------------ | ----- | ---- |
| Schloss Annel |              |          | PA60000099    | Inscrit      | 2018  |      |

## Liste der Objekte
- Monuments historiques (Objekte) in Longueil-Annel in der Base Palissy des französischen Kultusministeriums